# Chelandion
Chelandion (en griego: χελάνδιον) era el nombre de un tipo de galera bizantina, variante del dromōn, que se usaba como buque de guerra y como buque de carga .

## Historia
El término chelandion deriva de la palabra griega kelēs, que refería a un caballo pesado, y comenzó a ser usados a principios del siglo VIII. En el latín medieval utilizado en Europa Occidental, se adaptaba como chelandium o scelandrium  (originando el término del siglo XII sandanum), mientras los árabes lo llamaban shalandī (plural shalandiyyāt), término que usaban para un tipo de barcos similares de sus propias armadas.
Compartían las características generales del dromōn siendo ambas galeras birreme con dos filas de remos, a pesar de que también presentaban una o dos velas latinas. Era controladas por dos timones en la popa y podían ser equipado con sifones para proyectar el temido fuego griego, arma secreta de la marina bizantina.
El término chelandion es normalmente utilizado indistintamente de dromōn en textos medievales, generando mucha confusión sobre la naturaleza exacta de los barcos y sus diferencias.  Parece aun así que el chelandion empezó como transporte de caballos (hippagōgon). Esto implicaría algunas diferencias con respecto a la construcción del dromōn estándar: cuando menos, la presencia de un compartimento especial a lo largo del barco amidships para acomodar una fila de caballos aumentaría su manga y la profundidad de bodega.
En el siglo X, los chelandia formaban el grueso de la marina bizantina, distinguiéndose dos tipos: el chelandion ousiakon (χελάνδιον οὑσιακόν) o sencillamente ousiakon o ousiakos, así que llamado por su dotación de una ousia de 108 hombres, y el chelandion pamphylon (en griego: χελάνδιον πάμφυλον), o sencillamente pamphylon o pamphylos, tripulado por hasta 120–160 hombres. El nombre del segundo no tiene un origen claro, pudiendo deberse a ser originario de Pamphylia o a llevar "tripulaciones selectas" (de πᾶν + φῦλον, "todas las tribus").